# NGC 4915
NGC 4915 (другие обозначения — MCG -1-33-69, UGCA 318, PGC 44891) — эллиптическая галактика (E) в созвездии Девы.
Судя по фотометрическим параметрам, галактика сформировалась в результате слияния менее 7 миллиардов лет назад, и, таким образом, может относиться к молодым эллиптическим галактикам. Она довольно изолирована от других галактик и имеет относительно ящикообразную форму.
Этот объект входит в число перечисленных в оригинальной редакции «Нового общего каталога».